# Đấu giá kiểu Anh
Đấu giá kiểu Anh hay đấu giá tăng dần là hình thức được nhiều người biết đến nhất.
Phương thức này phổ biến nhất trong các cuộc đấu giá, tại đó những người mua đưa ra các mức giá chào mua bằng việc hô giá công khai (open outcry) theo trình tự tăng dần cho đến khi không có mức giá chào mua nào cao hơn được đưa ra. Mức giá chào mua cao nhất sau cùng này sẽ được người tổ chức đấu giá chấp nhận.
Tùy theo quy định của từng sàn đấu giá mà mỗi lần trả người tham gia đấu giá phải nâng giá món hàng đấu giá lên ít nhất là bao nhiêu.